# João Jacó Matias Schindler
João Jacó Matias Schindler (Alemanha, 1796 - Rio de Janeiro, 1855), mais conhecido como Barão de Schindler, foi um alemão que lutou na Batalha de Leipzig. Realizou viagens por todo o mundo, chegando ao rio de janeiro em 1824, contratado para a tropa estrangeira de Dom Pedro I. Foi até o Rio Grande do Sul e lá se internou para dentro do mato, até ser acolhido por um companheiro. Recebeu duas cartas comunicando a morte de sua esposa. Depois disso, ficou louco e apareceu novamente no Rio de Janeiro, onde se tornou uma figura conhecida. Vagava pelos largos do Paço e pelas igrejas. Calculava juros de uma fortuna fictícia, reproduzia diálogos, escrevia em cadernos. Por esses fatos, foi conhecido como Filósofo do Cais.